# Errabundus ignavus
Errabundus ignavus är en skalbaggsart som först beskrevs av Fahraeus in Boheman 1851.  Errabundus ignavus ingår i släktet Errabundus och familjen stumpbaggar. Inga underarter finns listade i Catalogue of Life.